# Ambon (stad)
Ambon is de hoofdstad van de Indonesische provincie van de Molukken en ligt op het gelijknamige eiland Ambon. Het is ook een belangrijke haven.
In 2005 had de stad 233.819 inwoners.

## Geschiedenis

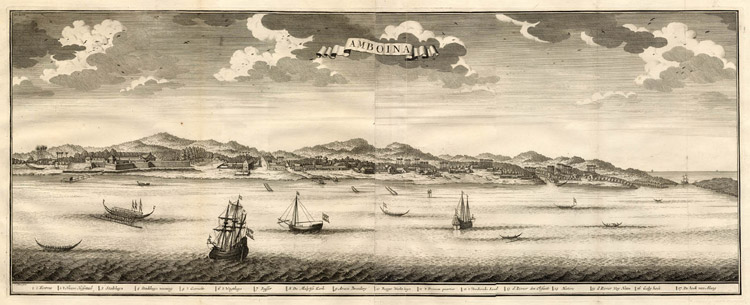
Ambon, in 1724-26 door Valentyn

In 1526 werd de stad een Portugese kolonie en werd het Fort Victoria gebouwd.
In 1609 namen de Nederlanders het bewind over en bleven hier de baas tot de onafhankelijkheid van Indonesië in 1945. In 1926 werd het een zelfstandige gemeente met tot de Tweede Wereldoorlog Nederlandse burgemeesters. De Japanners bezetten de stad wel even in 1942. De stad werd echter aan het eind van de Tweede Wereldoorlog tijdens gevechten verwoest.
Na de onafhankelijkheid werd de onafhankelijke staat Republik Maluku Selatan uitgeroepen, maar de Indonesische regering wist deze 'opstand' in 1950 met geweld te onderdrukken.
Tussen januari 1999 en 2004 vond er een gewelddadig conflict tussen christenen en moslims plaats op de Molukken. Vooral in Ambon-stad werd deze strijd in alle hevigheid gevoerd. Veel kerken, moskeeën en overheidsgebouwen zijn gedurende die periode afgebrand. Voorheen waren er wel wijken die overwegend christelijk of islamitisch waren, maar nu wonen christenen en moslims totaal gescheiden van elkaar. De meeste overheidsgebouwen zijn inmiddels weer opgebouwd, maar op veel plaatsen in het centrum van de stad zijn de littekens van het conflict nog steeds zichtbaar.
Ambon-stad is met afstand het belangrijkste knooppunt van de provincie en vervult een belangrijke rol voor geheel Oost-Indonesië. Aan de overkant van de Baai van Ambon (Teluk Ambon) ligt het vliegveld Pattimura, met lijnvluchten naar onder andere Makassar, Jakarta, Soerabaja, Bali, Ternate en Papoea. Daarnaast doen een aantal Pelni Ferries de stad aan.
Het openbaar vervoer op het eiland zelf bestaat uit de Angkotan Kota, kleine busjes die vanaf de Mardika Terminal nabij het centrum van de stad vele bestemmingen op het eiland bedienen.
De stad heeft weinig toeristische trekpleisters en mede door het gewelddadige conflict van een aantal jaar geleden komen er nauwelijks toeristen. Hoewel de stad zelf weinig te bieden heeft voor de gemiddelde toerist, is haar ligging aan het water en met de rug tegen de heuvels, erg mooi.
Ambon-stad heeft een grote aantrekkingskracht op jongeren van de omliggende dorpen en eilanden, waardoor de bevolking zeer jong is. Zij komen vooral om werk te zoeken. De belangrijkste werkgever in Ambon-stad is de overheid en een baan als ambtenaar is zeer gewild aangezien het zekerheid, status en voordelen (zoals het kunnen helpen van familieleden) verschaft. Maar voor Molukkers die al langere tijd in Ambon-stad wonen of er geboren zijn, blijft het dorp van herkomst (van de familie) zeer belangrijk voor de identiteit. Bij belangrijke dorpsgebeurtenissen of op feestdagen keren dan ook veel Ambonezen terug naar het dorp van hun familie.

## Burgemeester/Walikota

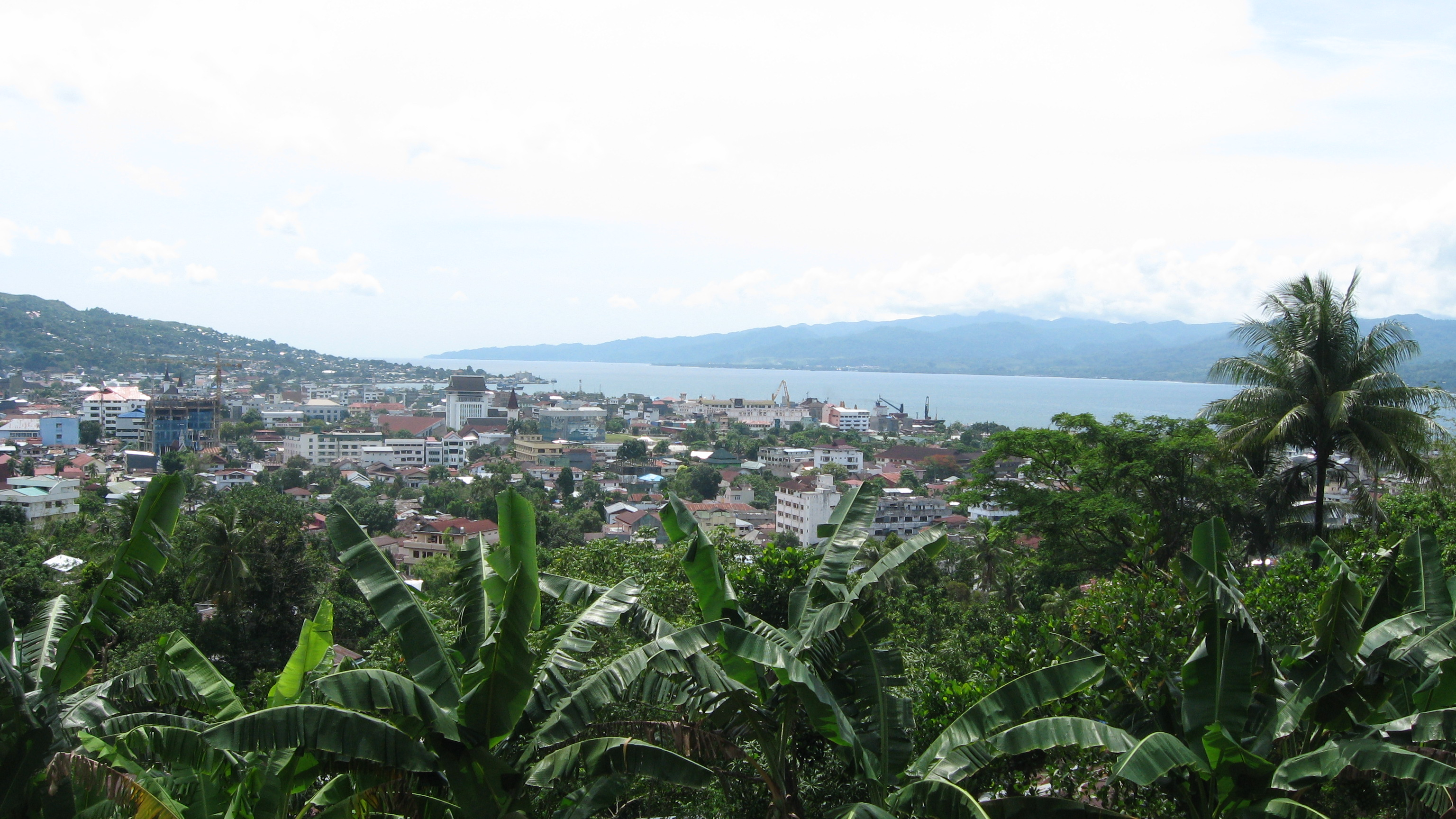
Zicht op Ambon-stad

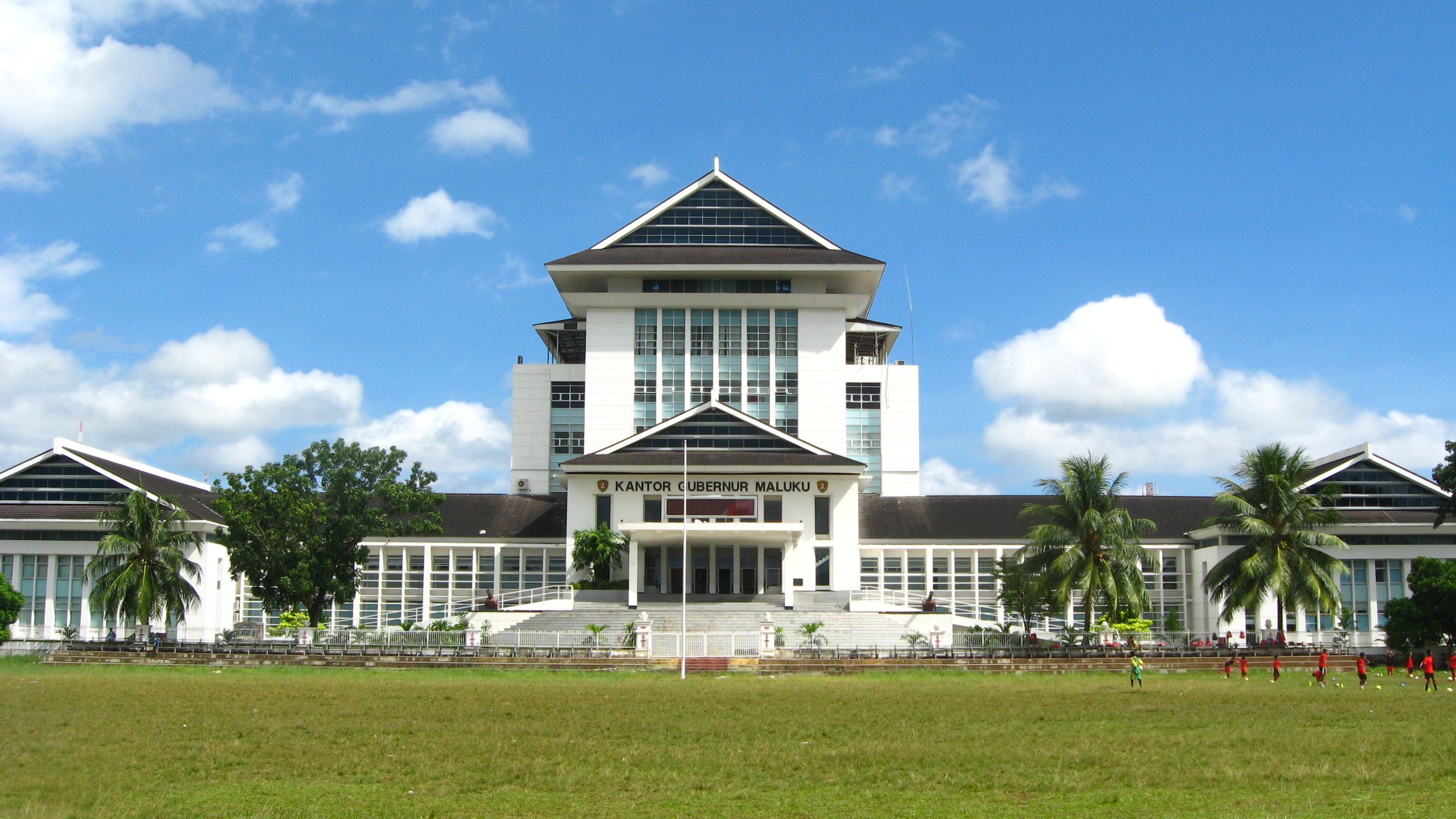
Het nieuwe kantoor van de provinciale overheid in Ambon

In 1921 kreeg de stad Ambon een gemeenteraad voorgezeten door de assistent-resident; in 1926 kreeg ze een eigen burgemeester.

### Nederlands-Indische tijd
- J.A.F. Schut (1926-1933)
- J. van Arkel (1933-1936)
- H. Scheffer (1935-1937)
- J.F. Dee (1937-1939)
- Dr. H.D. von Meyenfeldt (1939-1942)

### Indonesische tijd
- Wattimena (1989)
- Sudiyono (1995)
- Kol. Chris Tanasale (1999)
- Drs. Markus Jacob Papilaja (2003-nu).

## Nederlandse bisschoppen  van Ambon
- Arnoldus Aerts (Apost. Vic.)
- Jacobus Grent
- Andreas Sol

## Districten
Ambon heeft als stad vijf districten/wijken (kecamatan): Nusaniwe, Sirimau, Teluk Ambon Baguala, Teluk Ambon, Leitimur Selatan.

## Geboren
- Willem Theodore Nicolaas von Geusau (1852-1889), Nederlands militair
- Carel Hendrik Hoedt (1862-1932), Nederlands militair
- Johanna van Eijbergen (1865-1950), Nederlands kunstenares
- Wilhelm Bernhard Johann Antoon Scheepens (1868-1913), Nederlands militair
- Theodoor van Erp (1874-1958), Nederlands restaurator van de Borobudur-tempel (1907-1911)
- Hassan Tan (1921), Ambonees-Nederlands huisarts

## Partnersteden
- Vlissingen, Nederland
- Darwin, Australië